# Natura 2000-område nr. 97 Frøslev Mose
 Natura 2000-område nr. 97 Frøslev Mose består af består af et habitatområde (H87)
og et fuglebeskyttelsesområde (F70). Frøslev Mose er beliggende i Aabenraa Kommune i vandplanopland 4.1 Kruså-Vidå . Det er er et eng- og moseområde sydvest for Padborg, som hænger sammen med Jardelund Mose på den tyske side af grænsen. Hele området dækker ca. 800 ha og Natura 2000-området omfatter 409 hektar, hvoraf staten/naturstyrelsen ejer de 319 . Selve mosen er nedbrudt
højmose med spredte tørvegrave og brunvandede søer. Enkelte steder er dannelsen af den karakteristiske højmosestruktur begyndt. I moseområdet findes spredte bevoksninger med bl.a. birk. Nord for mosen ligger en række egekrat. Tidligere er der sket omfattende afvanding og tørvegravning i mosen, hvilket har resulteret i en tilgroning med vedplanter og blåtop.
I 1985 blev området fredet med det formål at genskabe og bevare områdets karakter af højmose og omkringliggende åbne arealer og egekrat. 

## Eksterne kilder og henvisninger
1. ↑  Vandplan 2009-2015. Vidå - Kruså, Hovedvandopland 4.1 Arkiveret 5. oktober 2017 hos  Wayback Machine på mst.dk
2. ↑  Om fredningen på fredninger.dk

- Naturplanen via archive.org
- Basisanalysen 2016-21 via archive.org